# فرخنال د لا سیرا
فرخنال د لا سیرا (به اسپانیایی: Fregenal de la Sierra) یک شهرستان در اسپانیا است که در استان باداخس واقع شده‌است.